# Armenia (Wisconsin)
Armenia – miasto w Stanach Zjednoczonych, w stanie Wisconsin, w hrabstwie Juneau.